# Бакнер (Арканзас)
Бакнер (англ. Buckner, Arkansas) — город, расположенный в округе Лафейетт (штат Арканзас, США) с населением в 396 человек по статистическим данным переписи 2000 года.

## География
По данным Бюро переписи населения США город Бакнер имеет общую площадь в 3,37 квадратных километров, водных ресурсов в черте населённого пункта не имеется.
Бакнер расположен на высоте 89 метров над уровнем моря.

## Демография
По данным переписи населения 2000 года в Бакнере проживало 396 человек, 112 семей, насчитывалось 144 домашних хозяйств и 165 жилых домов. Средняя плотность населения составляла около 123,8 человек на один квадратный километр. Расовый состав Бакнера по данным переписи распределился следующим образом: 52,53 % белых, 45,20 % — чёрных или афроамериканцев, 0,76 % — коренных американцев, 0,51 % — азиатов, 1,01 % — представителей смешанных рас.
Испаноговорящие составили 0,51 % от всех жителей города.
Из 144 домашних хозяйств в 31,9 % — воспитывали детей в возрасте до 18 лет, 56,9 % представляли собой совместно проживающие супружеские пары, в 16,7 % семей женщины проживали без мужей, 22,2 % не имели семей. 19,4 % от общего числа семей на момент переписи жили самостоятельно, при этом 6,9 % составили одинокие пожилые люди в возрасте 65 лет и старше. Средний размер домашнего хозяйства составил 2,75 человек, а средний размер семьи — 3,13 человек.
Население города по возрастному диапазону по данным переписи 2000 года распределилось следующим образом: 25,3 % — жители младше 18 лет, 9,1 % — между 18 и 24 годами, 28,5 % — от 25 до 44 лет, 23,5 % — от 45 до 64 лет и 13,6 % — в возрасте 65 лет и старше. Средний возраст жителей составил 38 лет. На каждые 100 женщин в Бакнере приходилось 111,8 мужчин, при этом на каждые сто женщин 18 лет и старше приходилось 96,0 мужчин также старше 18 лет.
Средний доход на одно домашнее хозяйство в городе составил 24 063 доллара США, а средний доход на одну семью — 25 179 долларов. При этом мужчины имели средний доход в 21 875 долларов США в год против 15 625 долларов среднегодового дохода у женщин. Доход на душу населения в городе составил 10 192 доллара в год. 19,1 % от всего числа семей в населённом пункте и 25,8 % от всей численности населения находилось на момент переписи населения за чертой бедности, при этом 43,5 % из них были моложе 18 лет и 21,7 % — в возрасте 65 лет и старше.